# Дубовецкий, Василий Яковлевич
Василий Яковлевич Дубовецкий (Дубовицкий) (1922, село Гавриловка, современный Вышгородский район Киевской области Украины — 2001) — советский технолог, специалист в области сварки, лауреат Ленинской премии (1963) и Премии Совета Министров СССР (1983). Участник Великой Отечественной войны.
В 1938—1941 и 1946—1948 учился в Киевском механическом техникуме. В 1941—1946 служил в РККА.  Лейтенант; лейтенант мед. сл.; лейтенант медслужбы Воинская часть: Ленинградский фронт, Военно-дорожное управление 1,
8 мотострелковая бригада. Ранен  01.08.1943. Дата окончания службы: 20.09.1946
С 1948 года работал в НИИ электросварки им. Патона АН УССР: инженер, начальник сектора.

## Награды
Медаль «За отвагу» (1967)
Медаль «За победу над Германией в Великой Отечественной войне 1941–1945 гг.» (1945)
Награждён орденом Отечественной войны II степени (1985).
Ленинская премия 1963 года — за участие в комплексном решении проблемы бурения и эксплуатации газовых и газоконденсатных месторождений.
В 1983 г. за работу «Комплекс исследований, проектно-конструкторских и технологических работ по созданию и внедрению прогрессивной технологии дуговой сварки и оборудования (комплекс „Стык“) для технического перевооружения сварочного производства при сооружении магистральных трубопроводов» присуждена Премия Совета Министров СССР (в составе коллектива авторов).